# 长沙市大同小学
长沙市大同小学是一所有超过60年历史的著名学校，坐落在湖南省长沙市芙蓉区。它是在1948年由旅印华侨谭云山创建的，校名由前任湖南省委书记、省长熊清泉题写。